# Бернхард I (герцог Брауншвейг-Люнебурга)
Бернхард I Брауншвейг-Люнебургский (нем. Bernhard I. zu Braunschweig-Lüneburg; не ранее 1358 и не позднее 1364 — 11 июня 1434, Целле, Люнебург) — герцог из рода Вельфов, в 1388—1409 и 1428—1434 годах князь Люнебурга, в 1400—1428 годах князь Брауншвейг-Вольфенбюттеля. Второй сын Магнуса II Торкватуса и его жены Катарины фон Ангальт-Бернбург.

## Биография
После смерти отца в 1373 году был объявлен совершеннолетним и вместе со своим старшим братом Фридрихом принял участие в споре с герцогами Саксен-Виттенберга за Люнебургское наследство.
Осенью того же года в Ганновере было заключено соглашение о том, что обе стороны будут управлять Люнебургом по очереди. Этот договор скрепили брачными союзами: Альбрехт Саксонский женился на вдове Магнуса II Катарине, Бернхард и Фридрих Брауншвейгские взяли в жёны представительниц Саксонского герцогского дома.
В 1385 году Бернхард I попал в плен к сеньорам фон Швихельде и фон Штайнберг, с которыми враждовал. Освобождён через 3 года после уплаты большого выкупа.
В это время снова разгорелась война за Люнебург, поскольку младший брат Бернхарда Генрих Мягкий не согласился с условиями Ганноверского договора.
В 1388 году во время осады Целле неожиданно умер курфюрст Венцель Саксен-Виттенбергский, и с его смертью Люнебург окончательно утвердился за Вельфами. В нём стали править Бернхард и Генрих, а их старший брат Фридрих — в Брауншвейг-Вольфенбюттеле.
После смерти Фридриха (1400 год) Бернхард и Генрих вместе правили Брауншвейгом и Люнебургом. В 1409 году они поделили свои владения, при этом Бернхарду достался Брауншвейг-Вольфенбюттель.
В 1428 году по инициативе достигших совершеннолетия сыновей умершего в 1416 Генриха произошёл новый раздел герцогства, по которому Бернхард получил Люнебург.

## Семья
В 1386 году Бернхард женился на Маргарите Саксонской (ум. 1429). У них было трое детей:
- Оттон IV († 1446)
- Фридрих II Набожный (1418—1478)
- Катарина, муж — Казимир V Померанский.